# Кременц, Филипп
Филипп Кременц (нем. Philipp Krementz; 1 декабря 1819, Кобленц, Королевство Пруссия — 6 мая 1899, Кёльн, Германская империя) — немецкий кардинал. Епископ Эрмланда с 20 декабря 1867 по 30 июня 1885. Архиепископ Кёльна с 30 июня 1885 по 6 мая 1899. Кардинал-священник с 16 января 1893, с титулом церкви Сан-Кризогоно с 19 января 1893.

## Биография
Возведённый в 1867 в сан архиепископа эрмландского, Кременц принадлежал на Ватиканском соборе к оппозиционному меньшинству, но подчинился решениям собора и резко выступил против старо-католиков. За оппозицию майским церковным законам был лишён в 1872 церковных доходов; эта мера была отменена лишь в 1883. В 1886 Кременц был назначен архиепископом кёльнским. Из богословских сочинений Кременца известны: «Die Stadt auf dem Berge» (Кобл., 1861); «Israel, Vorbild der Kirche» (Майнц, 1865); «Das Evangelium im Buche Genesis» (Кобл., 1867); «Das Leben Jesu» (Фрейб., 1869); «Grundlinien zur Gescbichtstypik der Heiligen Schrift» (там же, 1875); «Die Leiden der Kirche und deren Urbild» (Браунсберг, 1877); «Die Offenbarung des heiligeu Johannes im Lichte des Evangeliums nach Johannes» (Фрейб., 1883).